# Hilde Neus

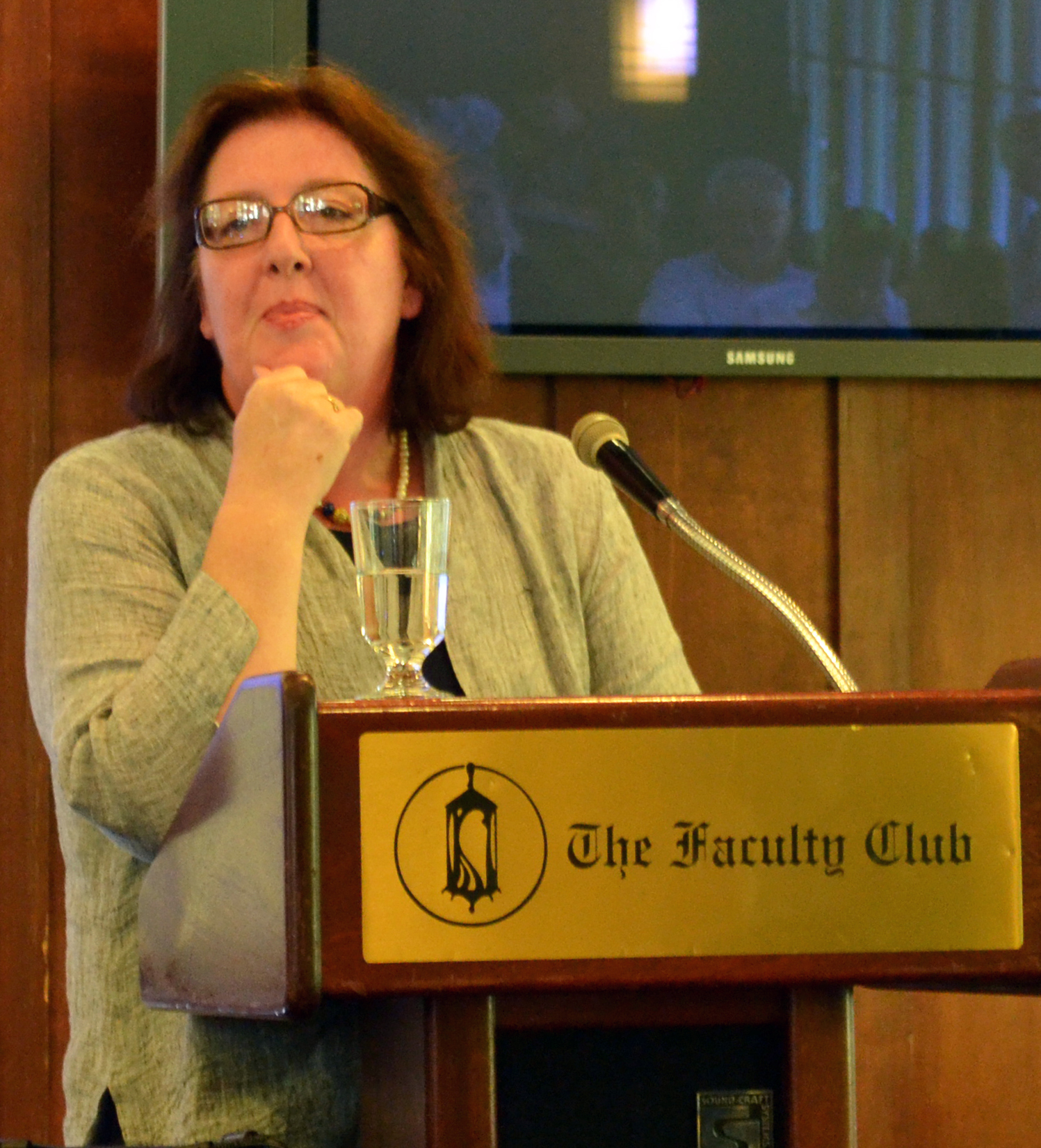
Hilde Neus (2011)

Hillegonda (Hilde) Maria Antoinet Elisabeth Neus-van der Putten (Veldhoven, 6 augustus 1960) is een Nederlandse neerlandica en publiciste, werkzaam in Suriname. Zij publiceert voornamelijk over historische onderwerpen uit de slavernijperiode en dan in het bijzonder over vrouwen.

## Biografie

### Jonge jaren
Hilde Neus is geboren en getogen in Veldhoven. Op haar veertiende werd ze babysitter van een gezin in haar stad met een moeder van Surinaamse afkomst, waardoor ze in aanraking komt met andere Surinamers. Op haar zestiende ontmoette ze Edmund Neus die toen op de Technische Universiteit in Eindhoven studeerde. Na zijn studie wilde hij terug naar Suriname om het land op te bouwen, maar voordat het zover was vond de Sergeantencoup en de Decembermoorden plaats. Het stel vonden voor de eerste jaren een alternatief in Tanzania.

### Opleiding
Ondertussen had ze in 1977 haar havodiploma gehaald en was ze in 1980  afgestudeerd aan de Pedagogische Academie in Eindhoven. In 1983 behaalde zij een certificaat van de Montessori-cursus.
Later in Suriname voltooide zij in 1988 de MO-A-cursus Nederlands, vervolgens in 2002 MO-B en in 2003 behaalde zij het doctoraaldiploma in de Nederlandse taal- en letterkunde aan de Universiteit van Amsterdam.

### Onderwijs
Hilde Neus werkte als first grade teacher van 1983 tot 1989 aan de International school of Tanganyika LTD. in Dar es Salaam (Tanzania). Ook was zij parttime verbonden aan de ‘Nederlandse Schoolvereniging Tanzania’, een afdeling van de NOB (Stichting Nederlands Onderwijs in het Buitenland).
Na een half jaar als onbetaalde invalkracht op de Richard Voullaire school te Paramaribo gewerkt te hebben, om vertrouwd te raken met het Surinaamse glo, was zij van 1991 tot 1995 verbonden als vijfde-klas-leerkracht aan de stichting ‘De Vrije School’ in Paramaribo, daarna een jaar als tweede-klas-leerkracht.
Van 2000 tot 2005 was zij werkzaam als deeltijds docent op het Nederlands Lyceum in Paramaribo voor Nederlands, Culturele en Kunstzinnige vorming (CKV), Surinaamse cultuur en Maatschappijleer plus Engels. Na 2005 verrichtte zij op deze opleiding coördinatiewerkzaamheden voor de examengroepen VWO, HAVO en VMBO-tl.
In 2009 trad zij in dienst van het Instituut voor de Opleiding van Leraren in Suriname, voor de vakken Historische Surinaamse Letteren en Moderne Literatuur. Van 2011 tot 2017 was zij aan hetzelfde instituut opleidingscoördinator van de sectie Nederlands.
Zij doceerde ook Nederlands aan de Surinaamse Bibliotheekopleiding op middelbaar beroepsniveau.
Vanaf 2014 gaf Hilde Neus mee vorm aan de Educatieve Masteropleiding ‘Nederlandse taal en cultuur’ ondergebracht bij het Institute of Graduate Studies and Research van de Universiteit van Suriname. In het academisch jaar 2016-2017 werkte zij als docent vrouwengeschiedenis bij de faculteit Humaniora, vakgroep Geschiedenis van dezelfde universiteit. Sinds oktober 2017 is zij ook werkzaam als redacteur bij het IMWO (Instituut voor Maatschappij Wetenschappelijk Onderzoek) van deze universiteit.

### Andere werkzaamheden
Neus was secretaris van de Surinaamse Vereniging van Neerlandici (1996-2000), later voorzitter, nu lid. Zij was bij die vereniging medeorganisator van het literatuurcongres Schrijverschap 2000, juli 1997 in Ons Erf; zij verzorgde de redactie van het nummer van het tijdschrift SWI-forum (jrg.14/2-15/1, 1998: Surinaamse en Caribische literatuur) dat uit dat congres voortkwam. Voor het blad van de vereniging, Nederlands in Suriname, was zij actief als auteur en redacteur.
Als lid van de werkgroep Database Suriname werkte zij mee aan de ontsluiting van literatuur over Suriname en van Surinaamse auteurs. De werkgroep is sinds juni 2009 een stichting waarvan zij secretaris is.
Van 2000 tot 2011 werkte Neus in deeltijd als educatief coördinator van de Educatieve Dienst van de Stichting Surinaams Museum: zij coördineerde de organisatie van verschillende tentoonstellingen en ontwikkelde didactisch materiaal voor scholieren. Samen met drs. Laddy van Putten schrijft zij de tweewekelijkse rubriek ‘Museumstof’ in het dagblad de Ware Tijd.
Hilde Neus werkt als auteur mee aan de wekelijkse Literaire Pagina van de Ware Tijd, voornamelijk met betrekking tot uitgaven over historische en Engelstalige werken; sinds 2016 is zij ook lid van het redactieteam.
Sinds 2010 is zij redacteur van het tijdschrift voor Surinaamse geschiedenis en cultuur His/her Tori, een uitgave van het IMWO. In het zesde nummer van het blad verscheen een bijdrage van Neus over de Surinaamse literatuurwereld: Literatuur in Suriname sinds 1975.
Neus is bestuurslid (en van 2011 tot 2015 voorzitter) van de Caran, Caribisch platform voor Neerlandici, die in 2013 en 2019 in Paramaribo de tweejaarlijkse conferentie organiseerde.
In 2012 was zij medeorganisator van de internationale conferentie van de Association of Caribbean Women Writers and Scolars, in Paramaribo, ‘The Caribbean, the Land and the People’.
Neus was medeorganisator van de conferentie Legacy of Slavery and Indentured Labour, juni 2018 aan de Anton de Kom Universiteit van Suriname. AdeKUS.
Zij gaf voordrachten in Suriname, Nederland, de Verenigde Staten, de Bahama's, Grenada, Zuid-Afrika, België, Jamaica, Aruba en Engeland.

## Publicaties

### In boekvorm
- 2003 – Susanna du Plessis. Portret van een plantagemeesteres. Amsterdam: KIT.
- 2008 – Gerrit Schouten. Met meesterhand vervaardigd. (Met drs. Laddy van Putten.) Paramaribo: Stichting Surinaams Museum.
- 2012 - Uitlandig. Vriendenboek voor Els Moor. (Redactie met Jan Bongers.) Paramaribo: Art Sabina.
- 2013 - W.E.H. Winkels, De toover-lantaarn van Mr. Furet, Suriname, 1840 . W.E.H. Winkels, De toverlantaarn van meester Furet, 1840 (jeugduitgave door Hilde Neus). Het leven van een blankofficier (essay door Hilde Neus). (Libri Musei Surinamensis 7a, 7b en 7c). Stichting Surinaams Museum, Paramaribo, 2013.[10]

Hilde Neus werkte mee aan het boek Sporen Zoeken, een boek over twintig jaar recente Surinaamse geschiedenis, speciaal voor de jeugd (uitgave Organisatie voor Gerechtigheid en Vrede, 1996).
Rond 2024 werkt ze aan haar promotie met onderzoek naar Surinaamse vrouwen in de 18e eeuw.

### Verspreide publicaties
Hilde Neus publiceerde neerlandistische en historische artikelen in de tijdschriften Oso (2002, over Susanna du Plessis), het Journal of the Barbados Museum & Historical Society, Nederlands in Suriname en His/herTori. Verder droeg zij bij aan de bundels Color Struck (2010, red. Julius O. Adekunle en Hettie V. Williams), Sense and Sensibility. The Dutch and Delicate Heritage Issues (2010), Trajectories of Freedom. Caribbean Societies, 1807-2007 (2013, red. A. Cobley et al.), Plantation to Nation. Caribbean Museums and National Identity (2013, red. A. Cummins et al.), Verkenningen in de historiografie van Suriname. Van koloniale geschiedenis tot geschiedenis van het volk, Dl. 2 (2013, red. Maurits Hassankhan et al.), Social and Cultural Dimensions of Indian Indentured Labour and its Diaspora (2016, red. M. Hassankhan et al.) en Een 'Surinaams' blijspel in de chicanes van de Amsterdamse elite, in: Het andere postkoloniale oog (2020, red. Michiel van Kempen).

## Persoonlijk
Hilde Neus is gehuwd en heeft twee kinderen. Zij is de moeder van activiste en politica Maisha Neus.